# فرناندو أغيار
فرناندو أغيار (بالبرتغالية: Fernando João Lobo Aguiar) هو لاعب كرة قدم برتغالي، ولد في 18 مارس 1972 في تشافيس في البرتغال. شارك مع منتخب كندا لكرة القدم. أما مع النوادي، فقد لعب مع أونياو ليريا ونادي بنفيكا ونادي بيرا مار ونادي ماريتيمو وناسيونال ماديرا.

## مسيرته الكروية
لعب فرناندو أغيار خلال مسيرته الاحترافية مع 10 أندية في عشرون موسمًا وسجل خلالها 52 هدفًا ضمن 378 مباراة. حيث فاز في موسم واحد بالكأس ولم يفز بأي دوري.
خاض فرناندو أغيار مسيرته مع تورونتو بلِيزارد ‏ في موسم 1991 واستمر معه طيلة ثلاثة مواسم، مشاركًا في 22 مباراة سجل خلالها 9 أهداف. ثم انتقل إلى نادي ماريتيمو في موسم 1994–95 لمدة موسم واحد، حيث شارك في 7 مباريات ولم يسجل أي هدف. لينتقل بعدها إلى نادي ناسيونال ماديرا في موسم 1995–96 ولمدة موسمين، مشاركًا في 39 مباراة سجل خلالها 4 أهداف. ثم انتقل إلى نادي مايا ‏ في موسم 1997–98 ولمدة موسمين، مشاركًا في 54 مباراة سجل خلالها 9 أهداف. هذا وانتقل لاحقًا إلى نادي بيرا مار في موسم 1999–00 واستمر معه طيلة ثلاثة مواسم، مشاركًا في 75 مباراة سجل خلالها 10 أهداف. ثم انتقل بعدها إلى نادي بنفيكا في موسم 2001–02 في المرة الأولى لمدة موسم واحد ثم في موسم 2003–04 لمدة موسم واحد، مشاركًا طوالها في 38 مباراة سجل خلالها 3 أهداف. ليعود وينتقل من جديد، لكن هذه المرة إلى نادي أونياو ليريا في موسم 2002–03 لمدة موسم واحد، مشاركًا في 28 مباراة سجل خلالها 4 أهداف. لينتقل بعدها إلى نادي لاندسكرونا ‏ ما بين عامي 2004 و2005 لمدة موسم واحد، مشاركًا في مباراة ولم يسجل أي هدف. ثم لعب في نادي بينفايل في موسم 2004–05 لمدة موسم واحد، مشاركًا في 21 مباراة سجل خلالها 3 أهداف. ليعود ويرتحل عنه إلى نادي غوندومار في موسم 2005–06 ليلعب معه أربعة مواسم، مشاركًا في 93 مباراة سجل خلالها 10 أهداف.

## وصلات خارجية
- فرناندو أغيار على موقع الاتحاد الدولي (مؤرشف)  (الإنجليزية)
- فرناندو أغيار على موقع قاعدة بيانات كرة القدم.إي يو (الإنجليزية)
- فرناندو أغيار على موقع ناشيونال فوتبول تيمز (الإنجليزية)